# Angé
Angé ist eine französische Gemeinde mit 801 Einwohnern (Stand: 1. Januar 2022) im Département Loir-et-Cher in der Region Centre-Val de Loire; sie gehört zum Arrondissement Romorantin-Lanthenay. Die Einwohner werden Angéens genannt.

## Geographie
Angé liegt etwa 38 Kilometer südsüdwestlich von Blois und etwa 42 Kilometer ostsüdöstlich von Tours am Cher, der die Gemeinde im Norden begrenzt. Umgeben wird Angé von den Nachbargemeinden Montrichard Val de Cher im Nordwesten und Norden, Monthou-sur-Cher im Norden und Nordosten, Pouillé im Osten, Céré-la-Ronde im Süden und Südwesten sowie Saint-Julien-de-Chédon im Westen.

## Bevölkerungsentwicklung
| Jahr                       | 1962 | 1968 | 1975 | 1982 | 1990 | 1999 | 2006 | 2014 | 2022 |
| -------------------------- | ---- | ---- | ---- | ---- | ---- | ---- | ---- | ---- | ---- |
| Einwohner                  | 615  | 638  | 646  | 664  | 751  | 791  | 761  | 899  | 801  |
| Quellen: Cassini und INSEE |      |      |      |      |      |      |      |      |      |

## Sehenswürdigkeiten
- Kirche Saint-Pierre-ès-Liens
- Schloss Angé, Monument historique
- Haus aus dem 16. Jahrhundert, Monument historique

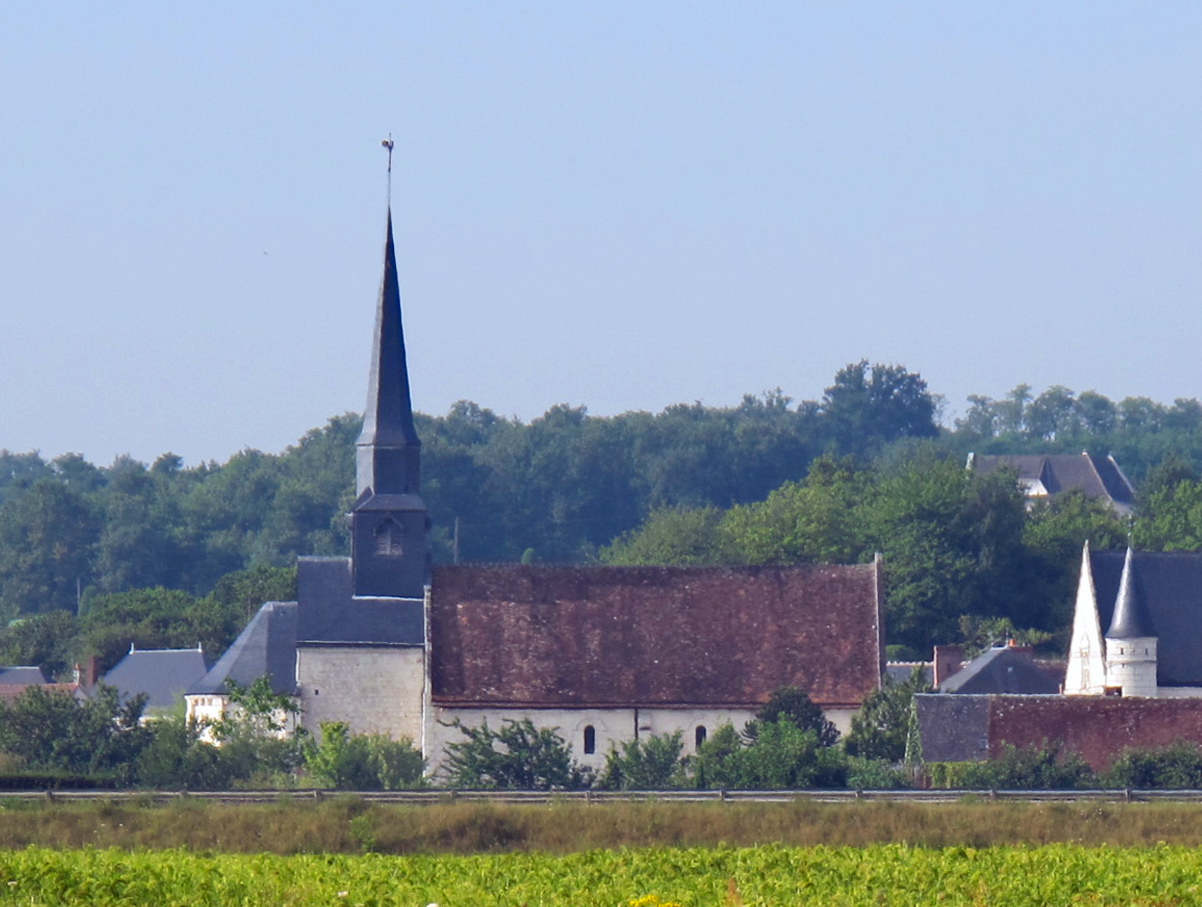
Kirche Saint-Pierre-ès-Liens

- Alte Mühle am Cher